# 南生駒村
南生駒村（みなみいこまむら）は奈良県北西部、生駒郡に属していた村。現在は生駒市の南部。

## 歴史
- 1889年（明治22年）4月1日 - 町村制の施行により、平群郡の小瀬村、乙田村、小平尾村、萩原村、藤尾村、西畑村、鬼取村、大門村、小倉寺村、有里村、壱分村が合併し南生駒村が成立。
- 1897年（明治30年）4月1日 - 所属郡を生駒郡に変更する。
- 1955年（昭和30年）3月10日 - 生駒町へ編入され、消滅。

## 村長
- 駒井藤平

## 交通

### 鉄道路線
- 信貴生駒電鉄
  - 一分駅 - 南生駒駅 - 東山駅

### 道路
- 主要地方道枚方大和高田線
- 主要地方道大阪枚岡奈良線